# Hachem Sellami
Hachem Sellami (ar. هاشم السلامي; ur. 16 czerwca 2000) – tunezyjski judoka. Startował w Pucharze Świata w 2022 i 2023. Brązowy medalista igrzysk panarabskich w 2023. Wicemistrz Afryki w 2021 roku.